# Internationaler Tag der Pressefreiheit
Mit dem Internationalen Tag der Pressefreiheit (englisch World Press Freedom Day) wird seit 1994 jährlich am 3. Mai auf Verletzungen der Pressefreiheit sowie auf die grundlegende Bedeutung freier Berichterstattung für die Existenz von Demokratien aufmerksam gemacht.

## Geschichte
Der Aktionstag wurde von der UNESCO initiiert. Daraufhin erklärte die UN-Generalversammlung am 20. Dezember 1993 den 3. Mai zum Welttag der Pressefreiheit.
Hintergrund der Entstehung des Tages ist die Deklaration von Windhoek. Diese Erklärung wurde am 3. Mai 1991 auf einem UNO/UNESCO-Seminar zur Förderung einer unabhängigen und pluralistischen Presse in Windhoek (Namibia) verabschiedet. Zentrale Aussage der Erklärung ist, dass freie, pluralistische und unabhängige Medien ein äußerst wichtiges Merkmal demokratischer Gesellschaften sind.

## Jährliche Dokumentation der Geschehnisse

Pressefreiheit nach Angaben von Reporter ohne Grenzen, 2025
Gute Lage
Zufriedenstellende Lage
Erkennbare Probleme
Schwierige Lage
Sehr ernste Lage

Organisationen wie Reporter ohne Grenzen (RoG) nutzen diesen Welttag, um auf Willkür- und Gewaltmaßnahmen wie beispielsweise die Inhaftierung oder Tötung von Journalisten hinzuweisen. Laut der am 3. Mai 2005 von RoG in Genf veröffentlichten Jahresdokumentation war das Jahr 2004 ein besonders unheilvolles für die Sache der Presse- und Meinungsfreiheit: Im Irak starben 19 Journalisten, so RoG, 15 wurden Opfer von Geiselnahmen. Und bereits in den ersten vier Monaten des Jahres 2005 wurden weltweit 22 Journalisten getötet, neun von ihnen im Irak. Am Stichtag 1. Januar 2005 waren außerdem 107 Medienschaffende in Haft, davon 26 allein in der Volksrepublik China und 22 in Kuba.

## Guillermo Cano World Press Freedom Prize
Seit 1997 verleiht die UNESCO am Internationalen Tag der Pressefreiheit den Guillermo Cano World Press Freedom Prize im Gedenken an den am 17. Dezember 1986 vor dem Gebäude seiner Zeitung El Espectador in der kolumbianischen Hauptstadt Bogotá ermordeten Journalisten Guillermo Cano Isaza verliehen. Das Entscheidungsgremium ist eine unabhängige Jury aus 14 professionellen Journalisten. Vorschläge für zu ehrende Persönlichkeiten sind durch Nichtregierungsorganisationen aus dem Bereich freier Berichterstattung sowie von Seiten der UNESCO-Mitgliedsstaaten erwünscht.